# كيس باوه
كيس باوه (بالهولندية: Cees Paauwe)‏ (3 نوفمبر 1977 بدرونتن في هولندا - ) هو لاعب كرة قدم هولندي في مركز حراسة المرمى. لعب مع أدو دين هاغ وإن إي سي نيميخن وتفينتي أنشخيدة ونادي إكسلسيور ونادي كامبور وQuick '20 ‏.

## روابط خارجية
- كيس باوه على موقع قاعدة بيانات كرة القدم.إي يو (الإنجليزية)
- كيس باوه على موقع Soccerway.com (الإنجليزية)
- كيس باوه على موقع عالم كرة القدم.نت (الإنجليزية)